# Trochoideus oberthuri
Trochoideus oberthuri is een keversoort uit de familie zwamkevers (Endomychidae). De wetenschappelijke naam van de soort werd in 1897 gepubliceerd door Erich Wasmann.